# Szilágy (Ungheria)
Szilágy è un comune dell'Ungheria di 326 abitanti (dati 2001) situato nella contea di Baranya, regione Transdanubio Meridionale